# Sun Hung Kai Properties
Sun Hung Kai Properties Ltd. (SHKP; (zh)) (HKSE : 0016) est une entreprise cotée en bourse basée à Hong Kong. L'entreprise est contrôlée par une société familiale créée par Kwok Tak Seng, fondateur de celle-ci.

## Histoire
L'entreprise était une des nombreuses entreprises non détenues par les Britanniques qui prit le contrôlé des entreprises commerciales Britanniques (aussi appelées 'hongs') dominant l'ordre financier de Hong Kong avant 1997. Elle fut fondée en 1963 par Kwok Tak Seng, Fung King-hei et Lee Shau Kee, et fut inscrite sur la côte du Hong Kong Stock Exchange en 1972.
En juin 2017, l'ancien coprésident du groupe, Thomas Kwok, est condamné à cinq ans de prison pour corruption active. Il avait acheté l'ancien secrétaire en chef du gouvernement de Hong Kong, Rafael Hui (condamné à sept ans de prison), auquel il avait donné près de trois millions d'euros et qu'il logeait dans de luxueux appartements pour être « les yeux et les oreilles » de l'entreprise au sein du gouvernement.

## Profil de l'Entreprise

### Introduction
SHKP fut introduite en bourse en 1972 et est un des plus grands promoteurs immobiliers de Hong Kong. Elle est spécialisée dans les projets résidentiels et commerciaux de haute qualité qu’elle vend ou loue. Elle emploie plus de 35 000 personnes et dispose d'experts en acquisition de terrains, architectures, construction, ingénierie et gestion immobilière.

### Activité Principale
Le métier central de SHKP est le développement, la vente et l'investissement immobilier. Elle a établi un chiffre d'affaires de 62 553 millions de dollars de Hong Kong pour l'année fiscale 2010/2011, avec un profit de 48 097 millions de dollars. La majorité de ses revenus et profits opérationnels provient des ventes et locations immobilières.

### Possession de terrains
En juin 2011, l'entreprise possédait 4.42 millions de mètres carrés de surface au sol, dont 2.77 de biens immobiliers termines et 1,65 million en développement. Parmi les propriétés en développement, 1,29 million de mètres carrés sont en vente, alors que 0.36 millions sont détenus comme investissements à long terme et seront ajoutés au portefeuille de biens immobiliers du groupe une fois complétés. De plus, l'entreprise dispose de 2.6 millions de mètres carrés de terres agricoles dans les Nouveaux Territoires, principalement autour des lignes ferroviaires, dont la majorité est en cours de conversion en terrains constructibles. Sun Hung Kai Properties exploite le parc Ma Wan Park sur l'île de Ma Wan dans les Nouveaux Territoires avec un investissement du gouvernement de Hong Kong.

### Notation de Crédit
Le Groupe a toujours eu la meilleure notation de crédit parmi les promoteurs immobiliers de Hong Kong. Moody lui attribue une note Q1 avec perspective stable et Standard & Poor’s a augmenté la note du Groupe de A vers A+ assorti d'une perspective stable en décembre 2010.

### Autres Activités
L'entreprise a d'autres activités complémentaires dans des domaines liés à l'immobilier:
- Hôtels
- Gestion immobilière
- Télécommunications
- Technologies de l'Information
- Transport, Infrastructure et Logistique

Il fut rapporté dans un quotidien local que SHKP et Cheung Kong (Holdings) ont une position de plus en plus dominante dans le développement de nouveaux logements, comptant pour 70 % du marché en 2010, par rapport à environ 35 % en 2003. Cette concentration, alors que le reste du marche est occupé par d'autres très grande firmes, est attribuée à la politique du gouvernement de mettre aux enchères des terrains très grands, ne permettant pas aux petites et moyennes entreprises de subsister selon le Conseil des Consommateurs de Hong Kong.
Néanmoins, une clarification a été apportée dans le courrier des lecteurs du même journal selon laquelle la part globale des ventes de Sun Hung Kai Properties en valeur de janvier à juillet 2010 serait d'approximativement 20 % ; un chiffre stable ces dernières années.

### Projets

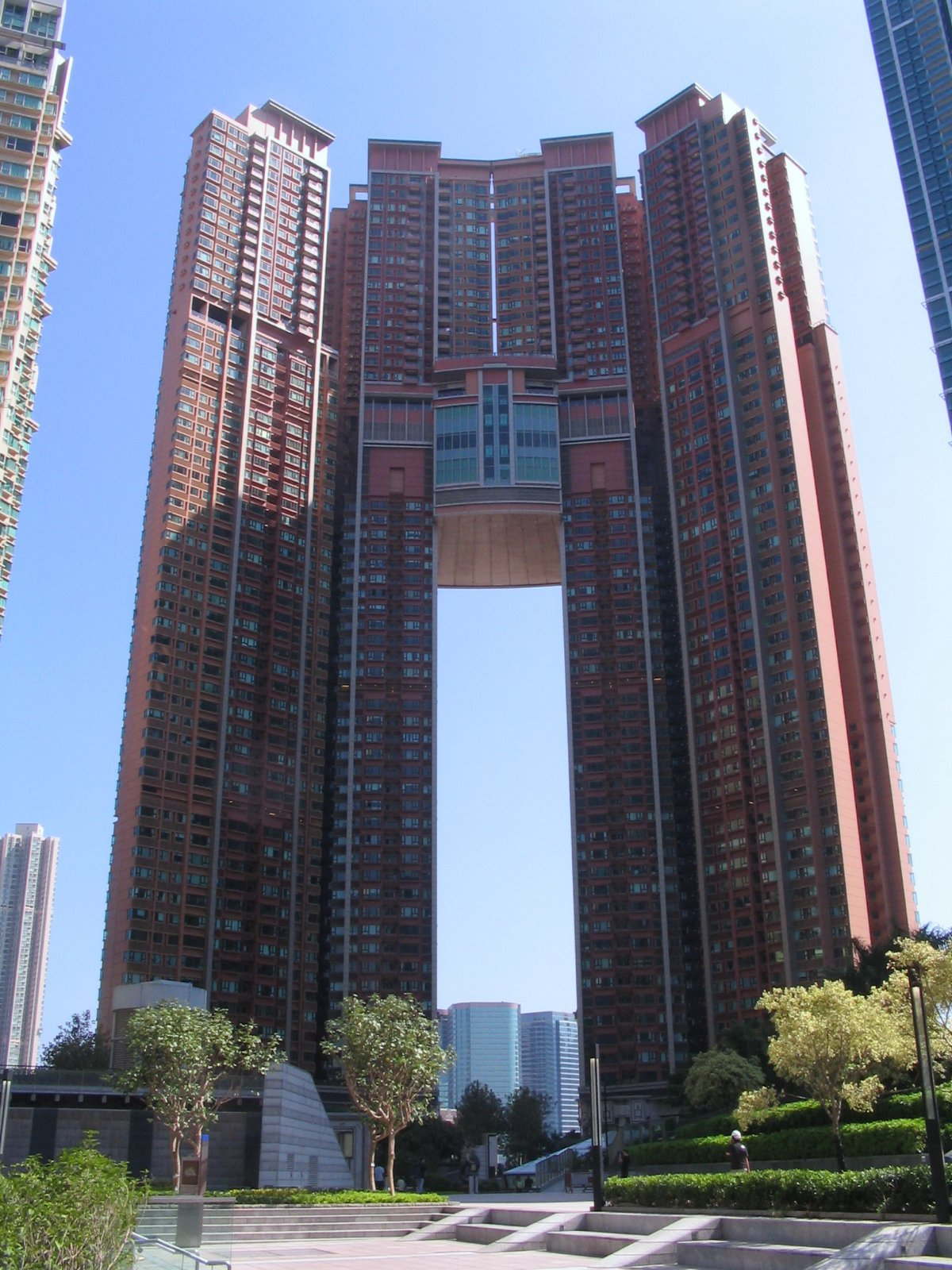
The Arch

SKHP fut et continue à être impliqué dans beaucoup de projets majeurs à Hong Kong. En 1996, SHKP était le promoteur principal ayant dépense 5.5 milliards de HKD pour acquérir les droits de construction du plus haut gratte-ciel de Hong Kong, l'International Finance Centre. MTR Corporation fut le partenaire de ce projet. Sun Hung Kai Properties, possède 47,5 % du promoteur Henderson Land Development, dont le Président Lee Shau Kee siège au conseil d'administration de SHKP, et a pris une part de 32,5 % dans ce projet. SHKP construit aussi l'International Commerce Centre, qui deviendra le plus haut gratte-ciel de Hong Kong une fois terminé.
L'entreprise a un service d'architecture qui a conçu un certain nombre de gratte-ciel à Hong Kong.
Parmi les gratte-ciel conçus par les filiales de Sun Hung Kai Properties à Hong Kong ;
- Leighton Hill, achevé en 2002
- Millennium City 5 achevé en 2004
- The Arch, achevé en 2005
- Chelsea Court, achevé en 2005
- Harbour Green, achevé en 2007

### Manque de transparence des ventes internes
En 2005, le promoteur a été critiqué pour le manque de transparence de ses ventes publiques de biens immobiliers résidentiels aux spéculateurs et aux occupants finaux. L'entreprise a été accusée de "vendre en interne" des unités non terminées, en l'absence de liste de tarifs ; ainsi que d’avoir gonflé les ventes pour ses appartements dans le projet de développement The Arch dans le West Kowloon en annonçant des prix de vente déjà effectuées gonflés par mètre carré. Un acheteur aurait paye 168 Millions de HKD, soit 313 000 par mètre carré, pour un penthouse de 536 mètres carrés. Des réductions au même acheteur sur d'autres unités achetées auraient été accordées mais exclues du calcul. Cela a permis à SHK d'augmenter les prix pour le lot de 500 unités suivant de 5 à 10 %, SHKP a nié les faits.

### Conflit fraternel

#### Absence "temporaire" de Walter Kwok
Le 18 février 2008, SHK a annoncé que Walter Kwok, Président Directeur Général serait "absent temporairement pour raisons personnelles avec effet immédiat". Walter Kwok a annoncé qu'il prenait des "vacances personnelles", confiant ses responsabilités à ses deux frères cadets.
La soudaineté de ce départ a causé une grande agitation à Hong Kong. The Standard rapporta que l'ainé des Kwok fut relevé de ses fonctions par sa mère, actionnaire majoritaire de l'entreprise, afin de protéger les intérêts familiaux. Le journal révèle que la maitresse de Walter depuis 4 ans avait acquis un pouvoir grandissant dans l'activité, causant des tensions avec les frères de celui-ci.
L'annonce de SHKP a laissé sur la faim les marchés financiers en attente de plus d'informations, causant une chute de l'action contraire à la tendance du marché le lendemain. L'entreprise publia un second communiqué insistant sur l'absence d'impact sur l'activité, et que Walter reprendrait ses fonctions après une absence de 2 ou 3 mois. La maitresse de Walter, Ida Tong Kam-hing (唐錦馨) selon la presse, aurait apparemment introduit des biens immobiliers estimés à 4 milliards de HKD au groupe ou aux véhicules d'investissements personnels de la famille Kwok. Le porte-parole de l'entreprise a déclaré que personne ne répondant au nom d'Ida Tong n'était employé par le Groupe,.
Le 29 février, le magnat et ancien membre du conseil d'administration Lee Shau Kee a confirmé que Madame Kwok avait forcé le départ de Walter en raison des inquiétudes vis-à-vis d'Ida Ton durant le dernier conseil d'administration.

#### Escalade
Le 16 mai 2008 Walter a porté plainte auprès de la Haute Cour de Hong Kong indiquant qu'il avait atteint un accord avec sa mère et ses deux frères en février stipulant qu'il reprendrait ses fonctions si certaines conditions étaient atteintes. Walter déclara que ses deux frères avaient violé l'accord en essayant de l'écarter bien qu'il ait respecté les conditions prédéfinies, dont la procuration de deux avis médicaux indiquant qu'il était prêt à revenir. Walter est parvenu à obtenir à la dernière minute une injonction retardant le vote et lui donnant plus de temps pour discuter. En plus de la dispute sur la destitution de Walter en tant que Président Directeur Général, Walter et ses frères s'accusent les uns les autres d'avoir pris des décisions majeures imprudemment et sans consultation,.